# 류웅렬
류웅렬(한국 한자: 柳雄烈, 1968년 4월 25일 ~ )은 대한민국의 전직 축구 선수이다. 현역 시절 포지션은 수비수였다.